# Рыженков, Максим Владимирович
Максим Владимирович Рыженков (бел. Максім Уладзіміравіч Рыжанкоў; род. 19 июня 1972, Минск, БССР, СССР) — белорусский государственный деятель, дипломат, первый заместитель Главы Администрации Президента Республики Беларусь (2016—2024). Фигурант «Чёрного списка ЕС», санкционных списков ряда других стран. Министр иностранных дел Республики Беларусь с 27 июня 2024 года.

## Биография
Родился 19 июня 1972 года в г. Минске. Отец — Владимир Николаевич Рыженков, первый президент Национального олимпийского комитета Республики Беларусь (1991—1996), Министр спорта и туризма Республики Беларусь (1995—1996). Мать — Бронислава Францевна Рыженкова.
В 1994 году окончил юридический факультет Белорусского государственного университета по специальности «Международное право».
В 1994—1996 годах работал в центральном аппарате Министерства иностранных дел Республики Беларусь.
В 1996—2000 годах работал в посольстве Республики Беларусь в Израиле.
В 2000—2003 годах работал начальником отдела ОБСЕ и Совета Европы Министерства иностранных дел Республики Беларусь.
В 2003 году окончил Академию управления при Президенте Республики Беларусь по специальности «Государственное и местное управление».
В 2003—2005 годах работал советником-посланником Посольства Республики Беларусь в Республике Польша. В это же время белорусское дипломатическое представительство в Польше возглавлял Павел Латушко.
В 2005—2006 годах был начальником управления Америки Министерства иностранных дел Республики Беларусь.
В 2006—2012 годах работал начальником управления внешней политики Администрации Президента Республики Беларусь.
В 2012—2014 годах был помощником Президента Республики Беларусь по вопросам физкультуры, спорта и развития туризма.
В 2015—2017 годах был первым вице-президентом Национального олимпийского комитета Республики Беларусь.
21 декабря 2016 года назначен Первым заместителем Главы Администрации Президента Республики Беларусь.
27 июня 2024 года назначен министром иностранных дел Республики Беларусь.
Председатель Белорусской федерации баскетбола с 2014 года, член Белорусской федерации шахмат. 5 мая 2025 года переизбран председателем Белорусской федерации баскетбола. Делегаты отчетно-выборной конференции БФБ единогласно проголосовали за продление срока полномочий Рыженкова.

## Награды
- Орден Почёта (31 марта 2022) — за многолетний плодотворный труд, высокий профессионализм, значительный личный вклад в государственное строительство, активное участие в общественно-политической жизни страны[5].
- Почётная грамота Национального собрания Республики Беларусь (20 июня 2014) — за заслуги в развитии законодательства и большой вклад в формирование и реализацию социальной политики Республики Беларусь[6].

## Международные санкции
31 августа 2020 года включён в список лиц, на которых наложен бессрочный запрет на въезд в Латвию, пятилетний запрет на въезд в Эстонию и запрет на въезд в Литву в связи с тем, что своими действиями он организовал и поддержал фальсификацию президентских выборов 9 августа и последующее насильственное подавление мирных протестов.
21 июня 2021 года внесён в «Чёрный список ЕС». Совет Европейского союза отметил, что Рыженков как первый заместитель главы Администрации президента, который на протяжении более чем двух десятилетий занимал ряд должностей на государственной службе, в том числе в Министерстве иностранных дел и разных посольствах, тесно связан с президентом и отвечает за обеспечение реализации президентских полномочий в сфере внутренней и внешней политики, поддерживает режим Лукашенко. 6 июля 2021 года к санкциям ЕС присоединились Албания, Исландия, Лихтенштейн, Норвегия, Северная Македония, Черногория.
21 июня 2021 года Рыженков также был добавлен в санкционные списки Великобритании и Канады. 7 июля 2021 года в свой санкционный список Рыженкова внесла и Швейцария.

## Личная жизнь
Максим Рыженков с детства увлекается баскетболом. Семья:
Жена — Наталья Рыженкова, 1973 г.р., бывшая жена белорусского дипломата и государственного деятеля Павла Латушко. Дочь — Владислава Рыженкова, 2008 г.р.